# Bordello del campo di concentramento

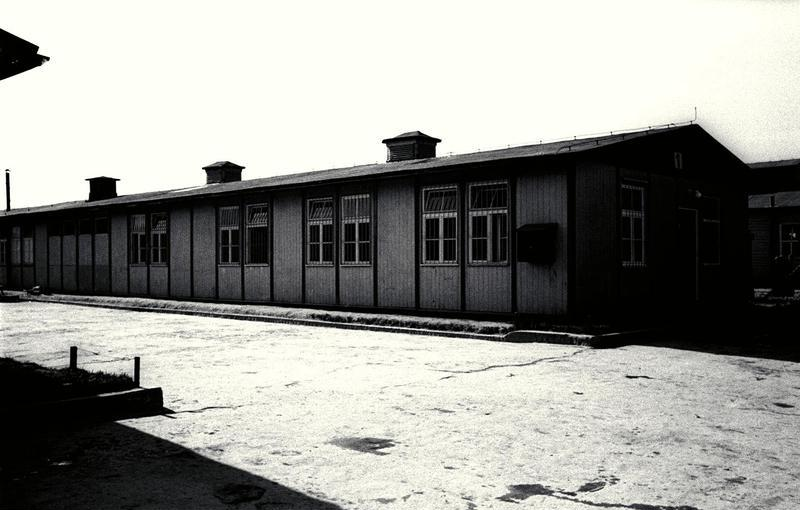
Il bordello di Mauthausen, Bundesarchiv

I bordelli nei campi di concentramento vennero istituiti dai nazisti nel periodo dal 1942 al 1945 come incentivo per i lavoratori forzati trasferiti in Germania.
I bordelli (tecnicamente: Sonderbauten, ovvero "edifici speciali") furono attrezzati nei lager di Mauthausen (estate 1942) e Gusen (autunno 1942), Flossenbürg (estate 1943), Buchenwald (estate 1943), Neuengamme, Auschwitz (autunno 1943), Birkenau (autunno 1943), Monowitz (autunno 1943), Neuengamme (primavera 1944), Dachau (primavera 1944), Sachsenhausen (estate 1944) e in quello di Mittelbau-Dora (inverno 1945).  

## Il progetto di Himmler

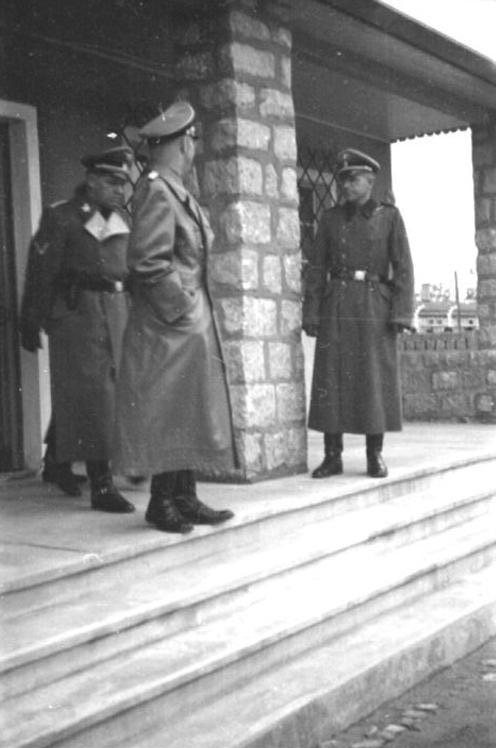
Himmler visita il bordello di Gusen, Bundesarchiv

L'idea di istituire bordelli nei lager risale a una visita del capo delle SS, Heinrich Himmler, nel campo di concentramento di Mauthausen e nelle cave circostanti. I Lager, che erano spesso luoghi di produzione, avevano per i nazisti un alto valore economico ma la produttività era molto bassa a causa del cibo insufficiente, delle violenze quotidiane o delle cattive condizioni igieniche, per cui Himmler pensò di creare degli stimoli affinché i detenuti lavorassero di più, istituendo come incentivo la possibilità di visitare l'"edificio speciale".
Himmler dispose quindi che tutti i principali lager fossero forniti di donne da impiegare nei bordelli. Le donne reclutate venivano per lo più dai lager di Ravensbrück e Auschwitz, per il 70% erano tedesche mentre le altre provenivano dai paesi occupati (specialmente ucraine, polacche e bielorusse); erano escluse le italiane e le ebree, ritenute contaminanti per il loro sangue non ariano. Le prescelte erano tutte sotto i 25 anni di età e predisposte a prostituirsi dopo un periodo di violenze e stupri, con la promessa, che non venne però mai mantenuta, della concessione della libertà dopo sei mesi di "lavoro".
L'istituzione dei bordelli venne propagandata anche con la giustificazione morale che in questo modo si evitava il più possibile la "degenerata" omosessualità diffusa nei campi tra i prigionieri e non solo tra loro.
I postriboli dei lager potevano essere normalmente utilizzati dal personale di guardia al campo, dagli internati criminali comuni (contraddistinti dal triangolo verde) e in generale dai prominenti di razza "ariana", al modico prezzo di due Reichsmark. Da questo "bonus" erano esclusi gli ebrei e i prigionieri di guerra russi.

## Il regolamento dei postriboli
Nel maggio 1943 un "regolamento per la concessione di agevolazioni per i prigionieri" fu introdotto in tutto il sistema dei campi di concentramento.

Le donne destinate a prostituirsi, classificate con l'etichetta di "antisociali", erano destinate a ritmi di lavoro molto più blandi rispetto alle altre internate. Erano impiegate in lavori leggeri sino al turno dalle ore 20 alle 22 destinato alla prostituzione, con un orario prolungato per la domenica pomeriggio. Le giovani in cambio della loro opera ricevevano razioni di cibo più sostanziose, il che significava maggiori possibilità di sopravvivere.

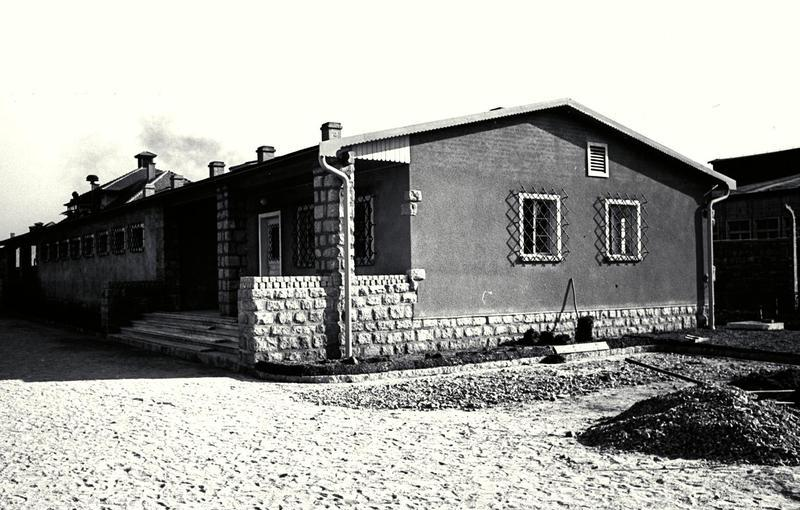
Il bordello di Gusen, Bundesarchiv

I bordelli erano frequentati soprattutto da Funktionshäftlinge (i "detenuti-funzionari"), prigionieri di fiducia, come i kapo, ai quali veniva affidata la sorveglianza degli altri internati a cui corrispondevano privilegi speciali come poter indossare un vestito di taglio militare, l'assegnazione di sigarette, una maggiore frequenza di ricezione e spedizione di lettere, il poter fare acquisti per la mensa.
Per ottenere il bonus occorreva seguire una rigida procedura burocratica: dopo aver fatto regolare domanda bisognava attendere il proprio turno e dopo essere stati visitati da un medico si poteva usufruire della prestazione sessuale per non più di un quarto d'ora, senza preservativo e in una sola posizione, quella del missionario. Il tutto avveniva sotto la sorveglianza di una SS attraverso lo spioncino della stanza adibita all'uso.
Le gravidanze erano poco frequenti poiché le giovani venivano normalmente sterilizzate senza anestesia fin dal loro arrivo nel lager e comunque si ricorreva subito all'aborto.
In questo panorama di bestialità nascevano tuttavia dei sentimenti umani: «Per gli internati la motivazione alla base della visita non era necessariamente quella di far sesso, bensì quella di sentirsi di nuovo come una persona; alcuni facevano regali alle ragazze e c'è anche un caso in cui un uomo e una donna conosciutisi in un simile bordello si sono poi sposati dopo il 1945».

## Nessun risarcimento per le vittime
Dopo la fine della seconda guerra mondiale, per la mancata testimonianza delle stesse vittime che, pur costrette alla prostituzione, si ritenevano in certo modo colpevoli di essere sfuggite alla sorte delle altre donne dei campi, si tentò di far passare sotto silenzio anche questo aspetto della prostituzione nei lager.
Specialmente nell'antinazista Germania orientale non si reputava conveniente mescolare l'immagine del feroce annientamento dei lager con quella dello sfruttamento sessuale di cui usufruivano soprattutto i prigionieri incaricati di sorvegliare gli internati. Questo avrebbe significato attribuire alle vittime dei lager la stessa colpa dei loro aguzzini per aver sfruttato queste prigioniere: quindi, dopo la liberazione, le prostitute vennero spacciate per consenzienti.
I due Stati tedeschi sorti dopo la guerra si trovarono allora concordi nel negare alle donne dei Sonderbauten la loro condizione di vittime e il diritto a qualsiasi risarcimento supponendo una loro complicità e facendo propria, in un certo senso, la qualifica di "asociali" loro attribuita dalle SS dei campi.
Solo dopo gli anni novanta i Lagerbordell cominciarono a essere conosciuti dal grande pubblico attraverso l'opera di studiosi che hanno rivelato questa ulteriore forma della tragedia nazista in Germania.

### Prostituzione nel terzo Reich
- (DE)  Christa Paul, Zwangsprostitution. Staatlich errichtete Bordelle im Nationalsozialismus. Edition Hentrich, Berlino 1994. ISBN 3-89468-141-1
- (DE)  Gabriele Czarnorwski, Frauen – Staat – Medizin. Aspekte der Körperpolitik im Nationalsozialismus. In: Frauen zwischen Auslese und Ausmerze. Beiträge zur feministischen Theorie und Praxis. Köln 1985, Nr.14.

### Bordelli nei campi di concentramento - monografie
- (DE)  Baris Alakus, Katharina Kniefacz, Robert Vorberg, Sex-Zwangsarbeit in nationalsozialistischen Konzentrationslagern, Mandelbaum, Vienna 2006. ISBN 3-85476-205-4
- (DE)  Robert Sommer, Das KZ-Bordell. Sexuelle Zwangsarbeit in nationalsozialistischen Konzentrationslagern, Schöningh, Paderborn 2009. ISBN 978-3-506-76524-6

### Bordelli nei campi di concentramento - saggi
- (DE)  Kerstin Engelhardt, Frauen im Konzentrationslager Dachau, in: Dachauer Hefte. Dachau 1998,14. ISSN 0257-9472 (WC · ACNP)
- (DE)  Brigitte Halbmayr, Arbeitskommando „Sonderbau“. Zur Bedeutung und Funktion von Bordellen im KZ, in Dachauer Hefte, Dachau 2005, 21, ISSN 0257-9472 (WC · ACNP)
- (DE)  Peter Heigl, Zwangsprostitution im KZ-Lagerbordell Flossenbürg, in Geschichte Quer. Aschaffenburg 1998, 6.
- (DE)  Reinhild Kassing, Christa Paul, Bordelle in deutschen Konzentrationslagern, in K(r)ampfader, Kasseler FrauenLesbenzeitschrift, Kassel 1991, Nr. 1.
- (DE)  Hans-Peter Klausch, Das Lagerbordell von Flossenbürg, in Beiträge zur Geschichte der Arbeiterbewegung, Berlino 1992, Nr. 4.
- (DE)  Christa Schikorra, Prostitution weiblicher Häftlinge als Zwangsarbeit. Zur Situation „asozialer“ Häftlinge im Frauen-KZ Ravensbrück, in Dachauer Hefte, Dachau 2000, 16.
- (DE)  Christa Schulz, Weibliche Häftlinge aus Ravensbrück in den Bordellen der Männerkonzentrationslager, in Claus Füllberg-Stolberg u. a. (Hrsg.) Frauen in Konzentrationslagern. Bergen-Belsen Ravensbrück, Edition Temmen, Brema 1994, ISBN 3-86108-237-3
- (DE)  Robert Sommer, Der Sonderbau. Die Errichtung von Bordellen in den nationalsozialistischen Konzentrationslagern, Morrisville 2006, ISBN 1-84728-844-8
- (DE)  Robert Sommer, Die Häftlingsbordelle im KZ-Komplex Auschwitz-Birkenau. Sexzwangsarbeit im Spannungsfeld von NS-'Rassenpolitik' und der Bekämpfung von Geschlechtskrankheiten, in Akim Jah, Christoph Kopke, Alexander Korb, Alexa Stiller (Hrsg.): Nationalsozialistische Lager. Neue Beiträge zur Geschichte der Verfolgungs- und Vernichtungspolitik und zur Theorie und Praxis von Gedenkstättenarbeit, Münster 2006, ISBN 3-932577-55-8
- (DE)  Robert Sommer, „Sonderbau“ und Lagergesellschaft. Die Bedeutung von Bordellen in den KZ, in Theresienstädter Studien und Dokumente, 2006, Praga 2007.
- (DE)  Christl Wickert, Tabu Lagerbordell. Vom Umgang mit der Zwangsprostitution nach 1945, in Insa Eschenbach, Sigrid Jacobeit, Silke Wenk (Hrsg.) Gedächtnis und Geschlecht. Deutungsmuster in Darstellungen des nationalsozialistischen Genozids, Campus, Francoforte/New York 2002, ISBN 3-593-37053-0

- Baris Alakus, Katharina Kniefacz e Robert Vorberg, I bordelli di Himmler. La schiavitù sessuale nei campi di concentramento nazisti, Mimesis, 2011, ISBN 8857508218, ISBN-13: 978-8857508214; EAN 9788857508214.

### Romanzi
- Helga Schneider, La baracca dei tristi piaceri, Ed. Salani, 2009 ISBN 978-88-6256-070-2